# Ramond de la Croisette
Paul Alexis Raymond de la Croisette, noto come Charles (Parigi, 14 aprile 1796 – Parigi, 10 luglio 1849), è stato un drammaturgo francese.

## Biografia
Archivista alla Camera dei Deputati dal 1809, divenuto vice capo della divisione verbali (1846), le sue opere, spesso firmate Charles, furono rappresentate sui più grandi palcoscenici dell'Ottocento: Teatro dell'Odéon, Théâtre du Vaudeville, Théâtre du Gymnase-Dramatique, ecc.
Dopo una causa con la direzione del Théâtre du Vaudeville riguardante l'opera teatrale La lecture de Mathématiques nessuna delle sue opere è stata più rappresentata. Tuttavia, nel 1834 si unì alla Société du Caveau , il che potrebbe suggerire che stesse ancora pubblicando in quel momento con uno pseudonimo che non è stato identificato.

## Opere
- 1817: L'Hôtel Bazancourt, vaudeville in 1 atto;
- 1820: Les Marieurs écossais ou Une matinée à Gretna-Green, commedia-vaudeville in 1 atto;
- 1820: La Suite du Folliculaire ou l'Article in suspens, commedia-vaudeville in 1 atto, con Armand d'Artois, Ferdinand Langlé, Eugène Scribe e Emmanuel Théaulon;[3]
- 1821: Le Baptême de village, ou le Parrain de circonstance, vaudeville in 1 atto, con Marc-Antoine Madeleine Désaugiers, Fulgence de Bury, Michel-Joseph Gentil de Chavagnac e Paul Ledoux;
- 1821: La Créancière, commedia-vaudeville in 2 atti, con Théaulon;
- 1822: Les Femmes romantiques, commedia-vaudeville, con Théaulon;
- 1822: Une journée à Montmorency, tableau-vaudeville in 1 atto, con Théaulon e Langlé;
- 1822: Une visite aux Invalides, à-propos misto a distici, con Gentil de Chavagnac, Paul Ledoux e Fulgence de Bury;[4]
- 1823: Le Magasin de lumière, scene à-propos dell'illuminazione a gas, con Langlé, Mathurin-Joseph Brisset e Théaulon;
- 1823: Le Comte d'Angoulême, ou le Siège de Gênes, con de Bury, Gentil de Chavagnac e Paul Ledoux;
- 1823: Le Siège de Gênes, commedia eroica in 2 atti, con Chavagnac, Ledoux e de Bury;
- 1824: Mr Manuel;[5]
- 1824: Mes derniers vingt sols, vaudeville in 1 atto, con Théaulon;
- 1824: Grétry, opéra-comique in 1 atto, con de Bury e Ledoux;
- 1825: Le Béarnais, ou la Jeunesse de Henri IV, commedia in 1 atto e in versi liberi, con de Bury e Ledoux;
- 1826: La Fête du roi, ou le Remède à la goutte, commedia in 1 atto e in versi, con Paul Ledoux;
- 1827: La Leçon de mathématiques, commedia-vaudeville in un atto;[6]
- 1828: J'épouse ma femme, vaudeville in 1 atto;
- Mon rêve, ou J'étais ministre, senza data;

## Onorificenze
- Cavaliere della Legion d'Onore (14 maggio 1845)
- Ufficiale della Legion d'Onore (23 maggio 1848 [7]